# Teladanstadion
Het Teladanstadion is een multifunctioneel stadion in Medan, een stad in het noorden van het Indonesische eiland Sumatra.
In het stadion is plaats voor 20.000 toeschouwers. Het stadion werd geopend in 1953. Het stadion wordt vooral gebruikt voor voetbalwedstrijden, de voetbalclub PSMS Medan maakt gebruik van dit stadion. In 2024 werd begonnen aan de renovatie van het stadion. Bij deze renovatie werd het stadion gemoderniseerd, zodat het voldoet aan de FIFA-eisen en het toeschouwerscapaciteit werd vergroot.

## Interlands
In 1980 werd het stadion gebruikt voor een vriendschappelijk voetbaltoernooi, de Marah Halim Cup, waarbij ook teams vanuit andere werelddelen werden uitgenodigd. Op dat toernooi worden vijf wedstrijden van Luxemburg door de Luxemburgse voetbalbond als officiële interlands gezien.
| Voetbalinterlands | Voetbalinterlands | Voetbalinterlands      | Voetbalinterlands | Voetbalinterlands    | Voetbalinterlands |
| №                 | Datum             | Wedstrijd              | Uitslag           | Competitie           | Toeschouwers      |
| ----------------- | ----------------- | ---------------------- | ----------------- | -------------------- | ----------------- |
| 1                 | 1 mei 1980        | Thailand – Luxemburg   | 0–1               | Marah Halim Cup 1980 |                   |
| 2                 | 9 mei 1980        | Luxemburg – Zuid-Korea | 3–2               | Marah Halim Cup 1980 |                   |
| 3                 | 11 mei 1980       | Japan – Luxemburg      | 1–0               | Marah Halim Cup 1980 |                   |
| 4                 | 13 mei 1980       | Birma – Luxemburg      | 2–0               | Marah Halim Cup 1980 |                   |
| 5                 | 14 mei 1980       | Luxemburg – Zuid-Korea | 0–3               | Marah Halim Cup 1980 |                   |